# Electrode
Electrode – utwór polskiej piosenkarki Dody z jej drugiego albumu studyjnego 7 pokus głównych. 24 kwietnia 2013 został oficjalnie wydany jako czwarty i ostatni singel, mimo iż już wcześniej artystka zapowiadała jego wydanie. Produkcją utworu zajął się duet 5th Element natomiast kompozycją Marcin Mendel. Tekst piosenki jest autorstwa Pawła Ziętary. Do utworu powstał teledysk, którego premiera odbyła się 7 maja 2013.

## Geneza, wydanie
Utwór „Electrode” został wyprodukowany przez 5th Element, kompozycją zajął się Marcin Mendel, natomiast autorem tekstu jest Paweł Ziętara. Wstępną wersję piosenki można było usłyszeć już 10 lipca 2010, w czasie nagranego wcześniej materiału dla programu Dzień Dobry Wakacje. Doda zaśpiewała w nim swój pierwszy singiel „Bad Girls” oraz krótki fragment „Electrode”. 
Już w czerwcu 2011, w finale programu Szansa na sukces Doda zapowiedziała, że utwór zostanie kolejnym singlem. Jednak w niedługim czasie na jej oficjalnym profilu w serwisie Facebook pojawiła się ankieta, w której fani artystki mogli wybrać kolejny singel. Ostatecznie zdecydowano się na „XXX” i „Fuck It”. Dopiero w kwietniu 2013 Doda oficjalnie potwierdziła, że „Electrode” zostanie wydany jako czwarty singel promującym 7 pokus głównych, tym samym zamieszczając wersję studyjną utworu na swoim oficjalnym kanale w serwisie YouTube.
20 lutego 2012 w serwisie SoundCloud udostępniony został remix utworu nazwany „Electrode (Marco Remix) Radio Edit”. Utwór został zremiksowany przez niejakiego Marco z Wrocławia.

## Teledysk
5 grudnia 2012, na swoim koncie w serwisie Instagram, Doda udostępniła najprawdopodobniej pierwszy kadr z teledysku, który przedstawia ją jako pływającą syrenę. 27 lutego 2013 zamieściła kolejne zdjęcie syreny, tym razem w sieci rybackiej. Zdjęcie nie przedstawia jednak Dody, tylko niemiecką modelkę, która brała udział w programie Germany's Next Topmodel. Od połowy kwietnia tego samego roku Doda, za pomocą portali społecznościowych, zapowiadała niespodziankę. 19 kwietnia na swoim Facebooku zamieściła zdjęcie podpisane „With the power of...” i potwierdziła nadejście wielkiej niespodzianki. 23 kwietnia opublikowała kolejne zdjęcie z klipu oraz nagranie audio, a dzień później oficjalnie potwierdziła, że „Electrode” jest czwartym i ostatnim singlem promującym album 7 pokus głównych oraz został do niego nagrany teledysk. 28 kwietnia pojawił się 27-sekundowy trailer klipu, którego premiera zapowiedziana została na początek maja. W krótkim fragmencie widzimy Dodę jako syrenę oraz małą dziewczynkę, która wpada do wody. W pierwotnym zamyśle artystki, klip miał być nagrany przed teledyskiem do utworu „XXX”, w którym na początku morze wyrzuca Dodę na brzeg.
Doda jest pierwszą artystką na świecie, której teledysk został nagrany całkowicie pod wodą. Aby oddać realizm klipu, Doda ćwiczyła poruszanie się w syrenim ogonie pod okiem instruktora w basenie w Akademii Wychowania Fizycznego w Warszawie. Ogon, który Doda ma na sobie w klipie, został specjalnie zamówiony z Hollywood; wcześniej był wykorzystany w jednej ze scen w filmie Piraci z Karaibów: Na nieznanych wodach.
Premiera teledysku odbyła się 7 maja 2013 na antenie Eska TV.

## Wykonania na żywo
Po raz pierwszy Doda zaśpiewała utwór 15 maja 2011 na rozpoczęciu trasy koncertowej The Seven Temptations Tour na warszawskim Bemowie. „Electrode” było jedną z kilku nowych piosenek, które zostały zaprezentowane publiczności jeszcze przed oficjalną premierą albumu, z którego pochodziły (oficjalna premiera przypadła na 30 maja). Od tego momentu utwór został włączony w setlistę i był wykonywany na każdym koncercie z tej trasy. Od początku wykonywania utworu na scenie Dodzie towarzyszyło dwóch tancerzy przebranych za syreny; artystka również się w nią wcieliła. Występ wzbogacony był również o ciekawą choreografię, głównie przy użyciu samych rąk.
Pierwsze wystąpienie w telewizji nastąpiło 3 czerwca 2011 w finale programu Szansa na sukces, który miał miejsce w Sali Kongresowej w Warszawie. Dwa dni później, podczas Festiwalu TOPtrendy w Sopocie, Doda zaprezentowała recital, składający się na stare i nowe utwory. Do piosenki „Electrode” została przygotowana specjalna oprawa, która nawiązywała do mitologicznych istot – syren. Doda wraz ze swoimi tancerzami, przebrani za owe syreny, siedzieli na kamieniach, wykonując choreografię, którą wcześniej można było oglądać podczas koncertów. Pod koniec utworu Doda zostaje porwana przez Posejdona, w którego wcielił się Błażej Szychowski, by przygotować się do kolejnej piosenki.
18 maja 2013 Doda zaśpiewała utwór w programie Dzień dobry TVN w nowej aranżacji.

## Notowania

### Listy przebojów
Radio
| Kraj   | Notowanie (2013)        | Pozycja |
| ------ | ----------------------- | ------- |
| Polska | Wietrzne Radio (Top 15) | 5       |

Telewizja
| Kraj   | Notowanie (2013)    | Pozycja |
| ------ | ------------------- | ------- |
| Polska | Eska TV (Fejslista) | 4       |